# Nicolae Titulescu
Nicolae Titulescu (n. 4 martie 1882, Craiova, România – d. 17 martie 1941, Cannes, Alpes-Maritimes, Franța) a fost un diplomat, om politic, jurist și profesor universitar român, a activat în Partidul Conservator Democrat din România, a îndeplinit funcțiile de ministru al afacerilor străine în anii 1927-1928 și 1932-1936 (cu scurte pauze) și de ministru de finanțe în 1917-1918 si 1920-1921, a fost ales de două ori președinte al Adunării generale a Ligii Națiunilor (1930-1931 și 1931-1932), din 1935 a fost membru titular al Academiei Române.

## Biografie

### Familie, biografie timpurie
Născut la Craiova ca fiu al lui Ion Titulescu (mai 1838- octombrie 1883) și al Mariei Urdăreanu.
Titulescu și-a petrecut copilăria la moșia tatălui său, Ion Titulescu, în Titulești, Olt. Ion Titulescu era descendent al unei familii de moșneni și fiul protopopului Nicolae Economu. Ion Titulescu a îndeplinit funcția de prefect al județului Dolj, președintele Curții de Apel din Craiova, deputat în Parlament sub guvernul Ion C. Brătianu.

### Educație
Între 1893-1900 urmează cursurile Liceului „Carol I” din Craiova. Pe baza rezultatelor excelente obținute (premiul de onoare la examenul de bacalaureat) primește o bursă la Paris și timp de 5 ani va urma cursurile Facultății de Drept. În 1903 obține premiul „Ernest Beaumont” la un concurs organizat la toate Facultățile de Drept din Franța, cu lucrarea intitulată: „Efectele actelor cu titlu gratuit, consimțite sub regimul comunității, fie de către femeia singură fie de către cei doi soți în profitul copilului din prima căsătorie, al unui copil comun sau unui al treilea”. Un faimos profesor la Drept, profesorul Berthelemy caracteriza astfel lucrarea înaintată comisiei: „claritatea expunerii, precizia cunoștințelor, excelentul plan adoptat, maniera foarte riguroasă a unor părți lasă o impresie foarte favorabilă”. La Paris își obține doctoratul cu teza Essai sur une théorie des droits éventuels. În această perioadă este inițiat în francmasonerie într-o lojă masonică din capitala Franței.

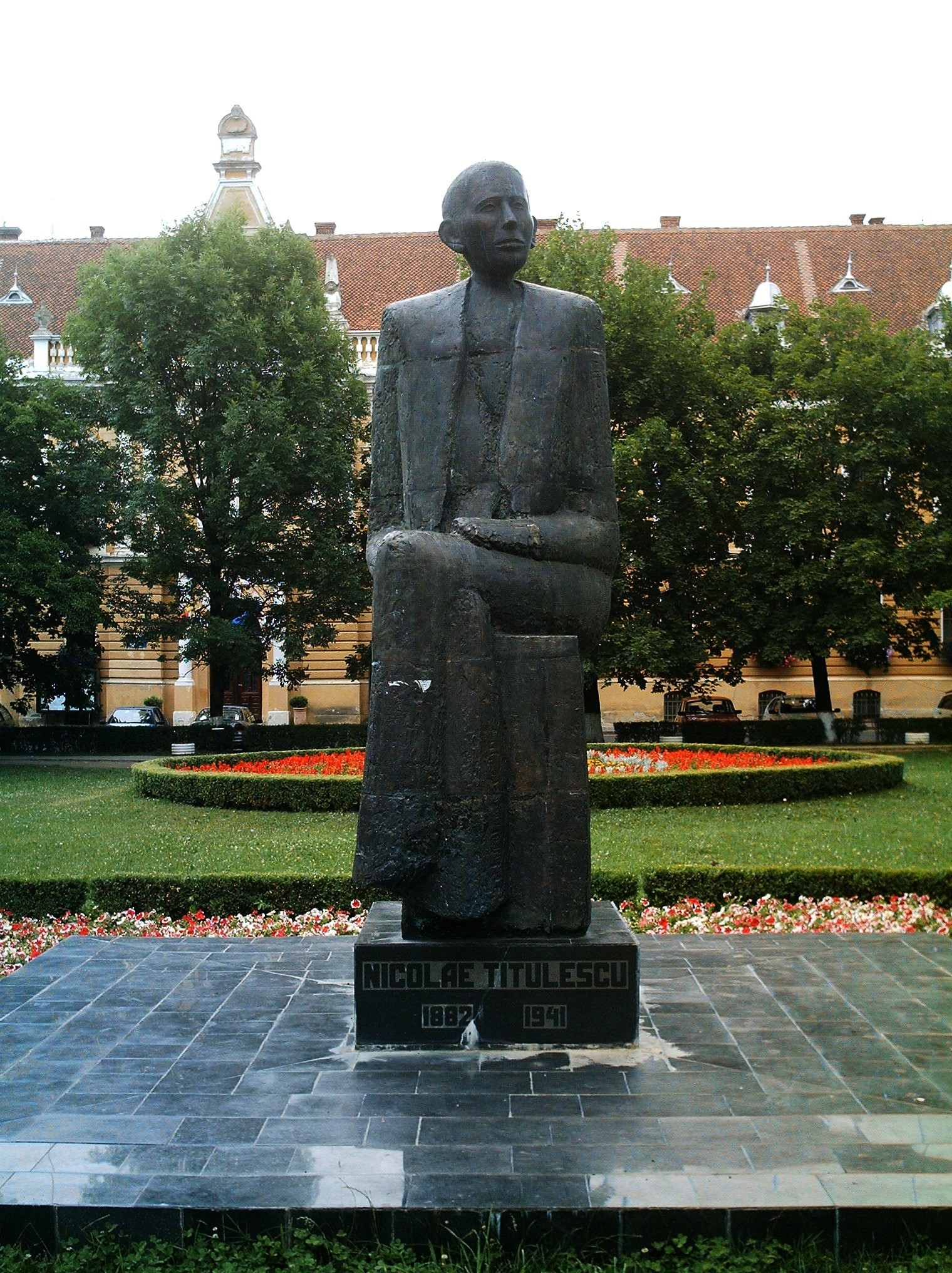
Statuia lui Nicolae Titulescu din Brașov.

În 1905 s-a întors în România ca profesor de drept la Universitatea din Iași, iar în 1907 se mută în București, an în care s-a căsătorit cu Caterina Burcă. Nicolae Titulescu intră în politică în 1909 și în anul 1912 câștigă un loc pe lista Partidului Conservator-Democrat condus de Take Ionescu, devenind astfel deputat de Romanați. După primul discurs ținut în Parlament despre poziția României față de evenimentele din Balcani, Take Ionescu remarca: „Un mare, un extraordinar talent s-a ridicat la tribuna românească și acest talent este al nostru” , cinci ani mai târziu devine membru al guvernului lui Ion I. C. Brătianu ca Ministru al Finanțelor.

### Carieră politică
Încă din perioada neutralității, Nicolae Titulescu susține ideea Unirii Transilvaniei cu România, într-un discurs rostit la Ploiești și intitulat „Inima României”, el declara: „România nu poate fi întreagă fără Ardeal…Ardealul e leagănul care i-a ocrotit copilăria, e școala care i-a făurit neamul, e farmecul care i-a susținut viața…Ardealul nu e numai inima României politice, priviți harta: Ardealul e inima României geografice” 
În vara anului 1918, împreună cu alte personalități române (Take Ionescu, Octavian Goga, Traian Vuia, Constantin Mille) înființează la Paris Comitetul Național Român, cu scopul de a propaga în opinia publică internațională dreptul poporului român la unitatea națională, comitet recunoscut oficial de guvernele puterilor aliate ca organ plenipotențiar al națiunii române.
În anii 1928 - 1936, Nicolae Titulescu a fost de mai multe ori Ministru al Afacerilor Străine. În primul ministeriat la Externe (1927-1928) are o contribuție decisivă la acceptarea internațională a punctului de vedere românesc cu privire la problema „optanților” maghiari, ridicată de Budapesta, precum că România ar fi discriminat la reforma agrară din 1921 pe marii proprietari (moșieri) maghiari transilvani. Titulescu a combătut reproșul guvernului maghiar, demonstrând clar corectitudinea efectuării reformei respective de către București. 

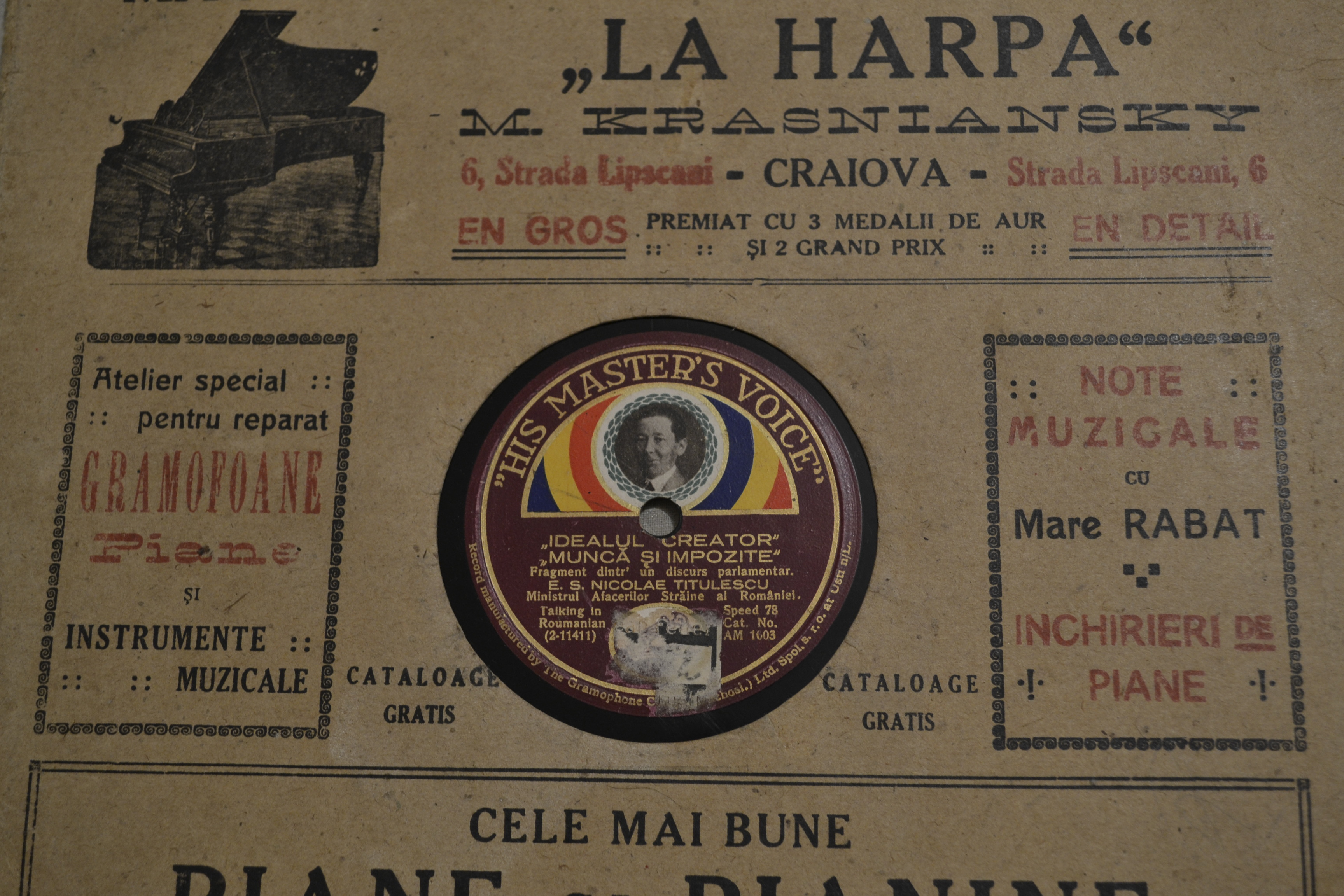
Înregistrare a unui discurs parlamentar rostit de Nicolae Titulescu în anul 1921

### Alte proiecte
Ion I. C. Brătianu, președintele Partidului Național-Liberal și al Consiliului de Miniștri, se gândea în urma decedării regelui Ferdinand la proclamarea Republicii și alegerea lui Nicolae Titulescu în funcția de președinte.
Începând din anul 1921 a funcționat ca delegat permanent al României la Liga Națiunilor de la Geneva, fiind ales de două ori (1930 și 1931) Președinte al acestei organizații internaționale. În această calitate a militat contra revizionismului din Europa, pentru păstrarea frontierelor stabilite prin tratatele de pace, pentru raporturi de bună vecinătate între statele mari și mici, pentru respectarea suveranității și egalității tuturor statelor în relațiile internaționale, pentru securitate colectivă și prevenirea agresiunii. Contemporanii i-au reproșat apropierea nepotrivită de ministrul de externe al URSS, Maxim Litvinov, ca și prea marea încredere arătată liderilor bolșevici. Simpatia deschisă pentru acțiunile stângii politice europene, cu precădere în Războiul Civil din Spania, a fost, de asemenea, negativ văzută de clasa politică românească a vremii.

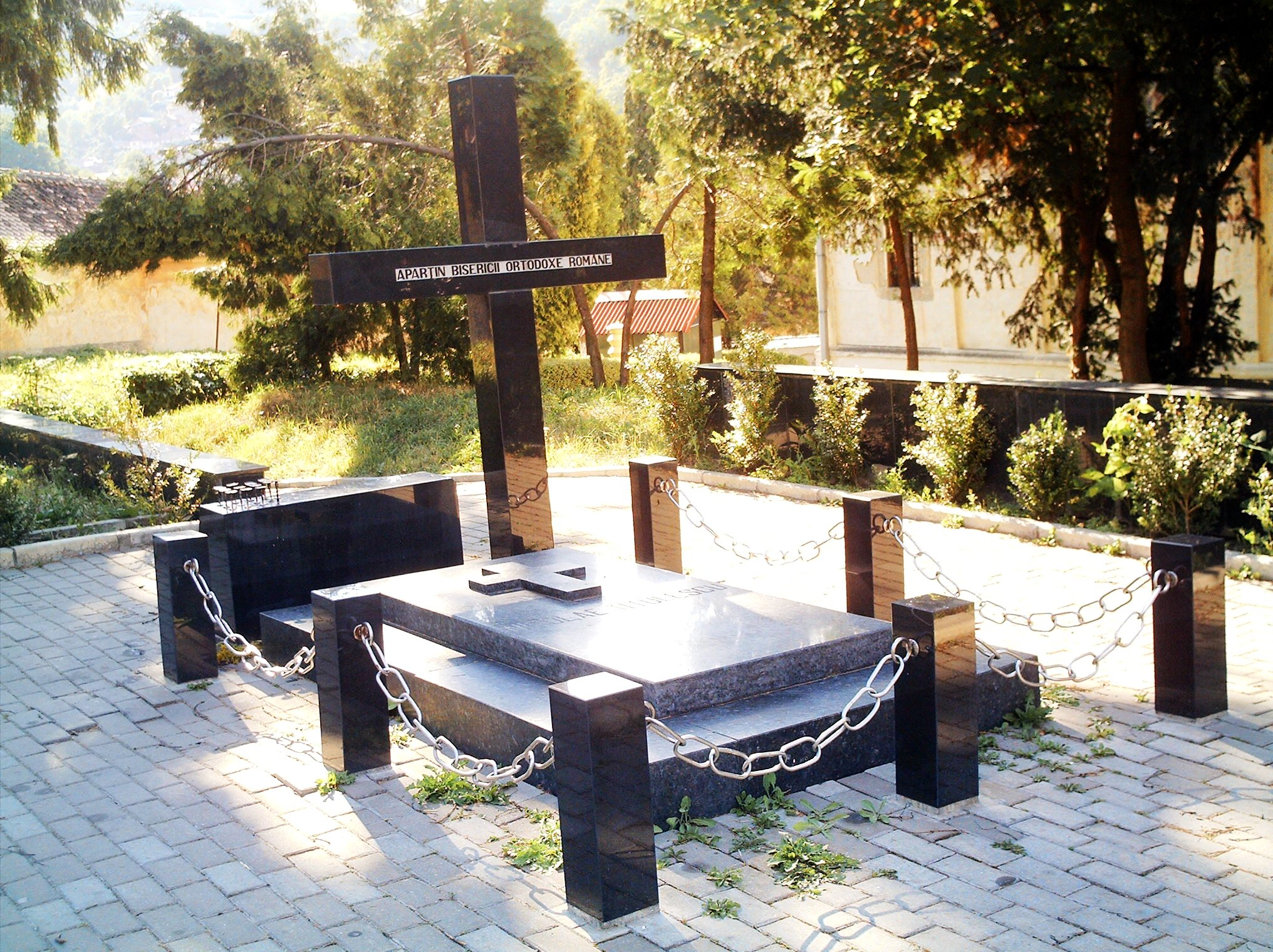
Mormântul lui Nicolae Titulescu situat în curtea Bisericii „Sfântul Nicolae” din Șcheii Brașovului.

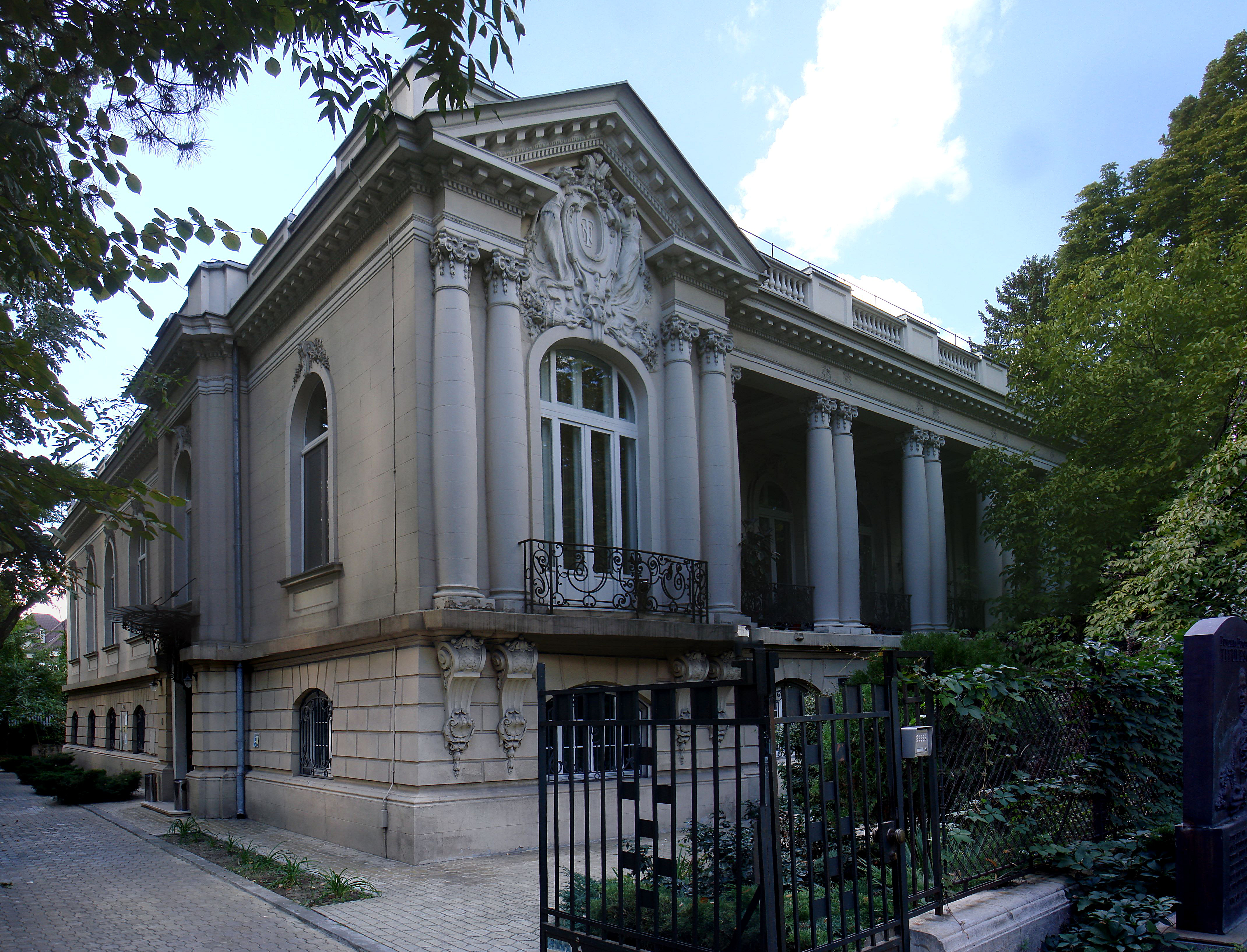
Casa Nicolae Titulescu, București, Șos. Kiseleff Pavel Dimitrievici 47 sector 1

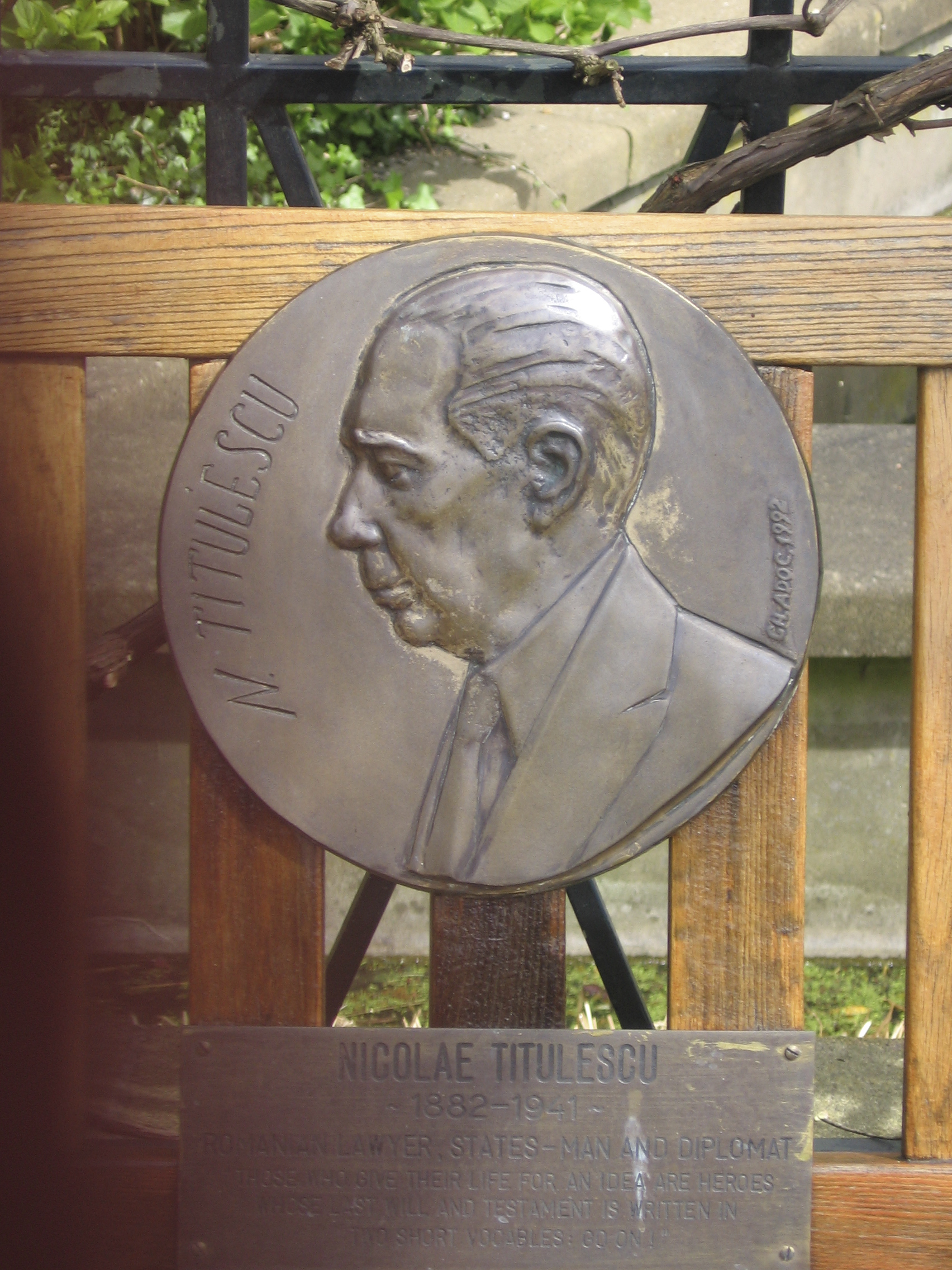
Bazorelief în amintirea lui Nicolae Titulescu pe o banca în grădina Palatului Păcii din Haga, dar al guvernului României

### Nazism, îndepărtare și exil

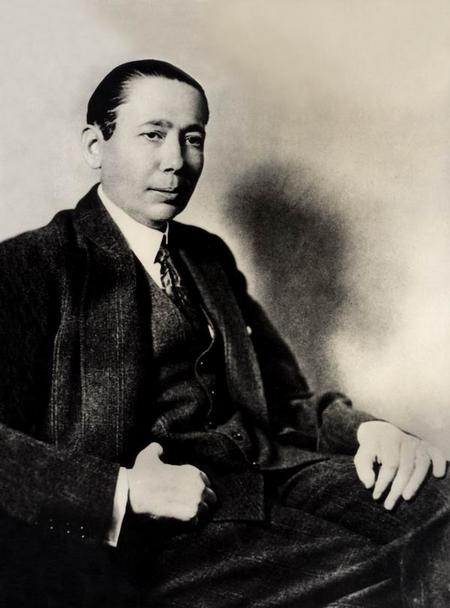
Nicolae Titulescu

Titulescu și-a bazat întreaga activitate pe problemele majore, fundamentale, ale politicii externe a României. După instaurarea nazismului în Germania, dându-și seama de pericolul pe care-l reprezenta acesta pentru România (ca și pentru alte state europene), Titulescu a depus o vie activitate în direcția întăririi colaborării internaționale, în interesul păcii și securității europene. Pe această linie politică, Titulescu a semnat la Londra, în 1933, în numele guvernului României, convențiile:
- împotriva agresorului și a depus eforturi remarcabile pentru încheierea în 1921 a Micii Înțelegeri;
- pentru încheierea în 1934 a Înțelegerii Balcanice (pacte regionale în care vedea o pavăză împotriva agresiunii din partea statelor revizioniste).

La izbucnirea Războiului Civil Spaniol, Titulescu a încercat să sprijine cât mai mult guvernul republican legitim și internațional recunoscut al Spaniei, inclusiv cu un armament de care România nu avea nevoie la acea dată. Spre sfârșitul conflictului, deși s-a aliniat politicii britanice de a trata cu guvernul totalitar franchist, România a protejat de represiuni 690 de persoane refugiate în sediul reprezentanței diplomatice românești de la Madrid.
Pe data de 29 august 1936 regele Carol al II-lea, aliniindu-se presiunilor guvernului și a anturajului său pro-german, dar și ca urmare a presiunilor externe, l-a îndepărtat din toate funcțiile oficiale și l-a obligat să se exileze. Stabilit la început în Elveția, apoi în Franța, Nicolae Titulescu a propagat chiar și în exil, prin conferințe și articole de ziare, ideea prezervării păcii, anticipând pericolul unui nou război.

### Deces și testament diplomatic

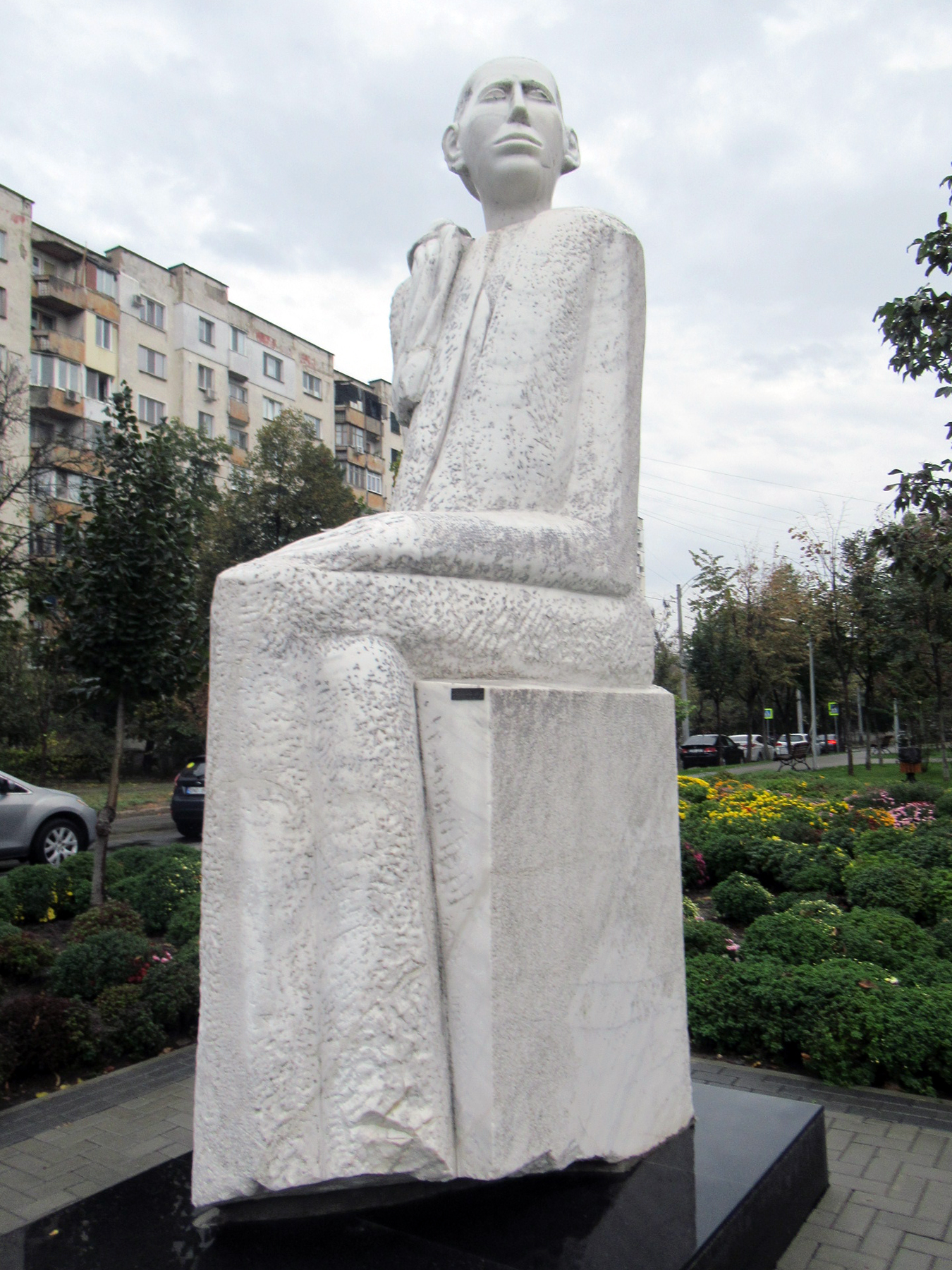
Bustul lui Titulescu pe strada omonimă din Chișinău, sculptor Doru Drăgușin, 2022

Nicolae Titulescu moare la Cannes (sau Souvrettes, Elveția, după Petre Pandrea), după o lungă suferință, la data de 17 martie 1941. În 1992, conform dorinței sale din testament, rămășițele sale au fost aduse în țară și înhumate în curtea Bisericii „Sfântul Nicolae” din Șcheii Brașovului, după o dificilă procedură legală, organizată de Jean-Paul Carteron.
O analiză a gândirii sale diplomatice este făcută însuși de Nicolae Titulescu: „Întreagă politică externă pe care am urmat…n-a avut decât acest țel: nu de a pregăti războiul, ci de a pregăti o rețea de alianțe de așa fel încât războiul să devină imposibil”.

## Fragmente audio
| (audio) | Nicolae Titulescu - „Idealul creator” (anii 1930) |  |  |

| Portal icon | Portal România în Primul Război Mondial |

| Portal icon | Portal Istorie |